# Petrovija
Petrovija (olaszul: Petrovia) falu Horvátországban, Isztria megyében. Közigazgatásilag Umaghoz tartozik.

## Fekvése
Az Isztria északnyugati részén, Umagtól 3 km-re keletre, az Umag – Buje út mellett fekszik.

## Története
Területe már a római korban lakott volt. A közeli Ježi településen Petrovijától 500 méterre északra találtak egy 194-ből származó római bronz katonai diplomát. Petrovija falut 1210-ben "Betantia" néven említik először. 1269-ben Umaggal együtt a Velencei Köztársaság foglalta el és egészen 1797-ig meg is tartotta. A századok során a járványoktól és háborúktól kipusztult lakosság pótlására a 16. és 17. században a Balkánról, főként Dalmáciából érkezett földműves családokkal népesítették be. 1797-ben a napóleoni háborúk következtében megszűnt a Velencei Köztársaság és az Isztriával együtt a település is Habsburg uralom alá került. 1805-ben Napóleon a francia fennhatóság alatt álló Illír provincia részévé tette. Napóleon bukása után 1813-ban az egész Isztriával együtt ismét a Habsburg birodalom részévé vált és maradt 1918-ig. A 19. században a montenegrói Barából származó gróf Marcovich család birtoka volt, akiknek a település közepén palotájuk is volt. 1857-ben 319, 1910-ben 564 lakosa volt. Az első világháború után a rapallói szerződés értelmében Isztria az Olasz Királysághoz került. 1943-ban az olasz kapitulációt követően német megszállás alá került, mely 1945-ig tartott. A második világháború után a párizsi békeszerződés értelmében Jugoszlávia része lett, de 1954-ig különleges igazgatási területként átmenetileg a Trieszti B zónához tartozott és csak ezután lépett érvénybe a jugoszláv polgári közigazgatás. A település Jugoszlávia felbomlása után 1991-ben a független Horvátország része lett. Plébániáját 1992-ben alapították. 2011-ben 471 lakosa volt. Lakói főként a turizmussal és vendéglátással foglalkoznak, de sokan foglalkoznak mezőgazdasággal, állattartással is, valamint a közeli Umagon dolgoznak.

## Nevezetességei
Szent István első vértanú tiszteletére szentelt egyhajós plébániatemploma temploma 1647-ben épült az újonnan bevándoroltak számára. 15 méter magas harangtornyában két harang található.

## Lakosság
| Lakosság változása | Lakosság változása | Lakosság változása | Lakosság változása | Lakosság változása | Lakosság változása | Lakosság változása | Lakosság változása | Lakosság változása | Lakosság változása | Lakosság változása | Lakosság változása | Lakosság változása | Lakosság változása | Lakosság változása | Lakosság változása |
| ------------------ | ------------------ | ------------------ | ------------------ | ------------------ | ------------------ | ------------------ | ------------------ | ------------------ | ------------------ | ------------------ | ------------------ | ------------------ | ------------------ | ------------------ | ------------------ |
| 1857               | 1869               | 1880               | 1890               | 1900               | 1910               | 1921               | 1931               | 1948               | 1953               | 1961               | 1971               | 1981               | 1991               | 2001               | 2011               |
| 319                | 341                | 368                | 393                | 469                | 564                | 632                | 655                | 542                | 458                | 454                | 414                | 542                | 623                | 401                | 471                |